# NN-35
La carretera NN-35 es una vía departamental secundaria ubicada en el departamento de Estelí, al norte de Nicaragua. Tiene una longitud aproximada de 6,32 kilómetros y conecta el empalme Santa Cruz sobre la NIC-3 con la comunidad rural de La Montañita.

## Trazado y cruces
La carretera parte desde un empalme con la NIC-3 al este de la ciudad de Estelí y se dirige al sur hacia comunidades rurales.
| km  | Localidad          | Departamento | Conexión / Ruta |
| --- | ------------------ | ------------ | --------------- |
| 0   | Empalme Santa Cruz | Estelí       | NIC 3           |
| 2,1 | Santa Cruz         | Estelí       | Camino rural    |
| 4,8 | El Dorado          | Estelí       | Camino rural    |
| 6,3 | La Montañita       | Estelí       | Camino local    |

## Coordenadas
Uno de los tramos de la NN-35 puede ser encontrado en las coordenadas: 13°07′16″N 86°20′32″O / 13.1210, -86.3423